# John White (wioślarz)
John Galbraith "Johnny" White (ur. 16 maja 1916 w Seattle, zm. 16 marca 1997 w Bellevue) – amerykański wioślarz i inżynier, złoty medalista olimpijski.
Wystąpił na igrzyskach olimpijskich w Berlinie w 1936, gdzie reprezentanci USA w składzie: Herbert Morris, Charles Day, Gordon Adam, John White, James McMillin, George Hunt, Joe Rantz, Donald Hume i Robert Moch (sternik) zdobyli złoty medal w ósemkach. W finale o 0,6 sekundy wyprzedzili osadę Królestwa Włoch, a o 1 sekundę wyprzedzili osadę III Rzeszy. Był to jego jedyny start olimpijski.
Kształcił się na University of Washington, uzyskując dyplom metalurga. Pracował w firmie Bethlehem Steel, zostając dyrektorem głównym d/s sprzedaży.